# Mereret
Mereret (más néven Meret vagy Merit: "a szeretett") ókori egyiptomi hercegnő volt a XII. dinasztia idején. Neve négy, feliratos szkarabeuszról ismert, amelyeket III. Szenuszert piramisa közelében találtak Dahsúrban, a valószínűleg a hercegnőnek tulajdonítható ékszerekkel együtt. Emiatt feltételezik, hogy a hercegnő III. Szenuszert lánya, esetleg felesége volt. Temetésére III. Amenemhat uralkodása alatt került sor.

## A leletek

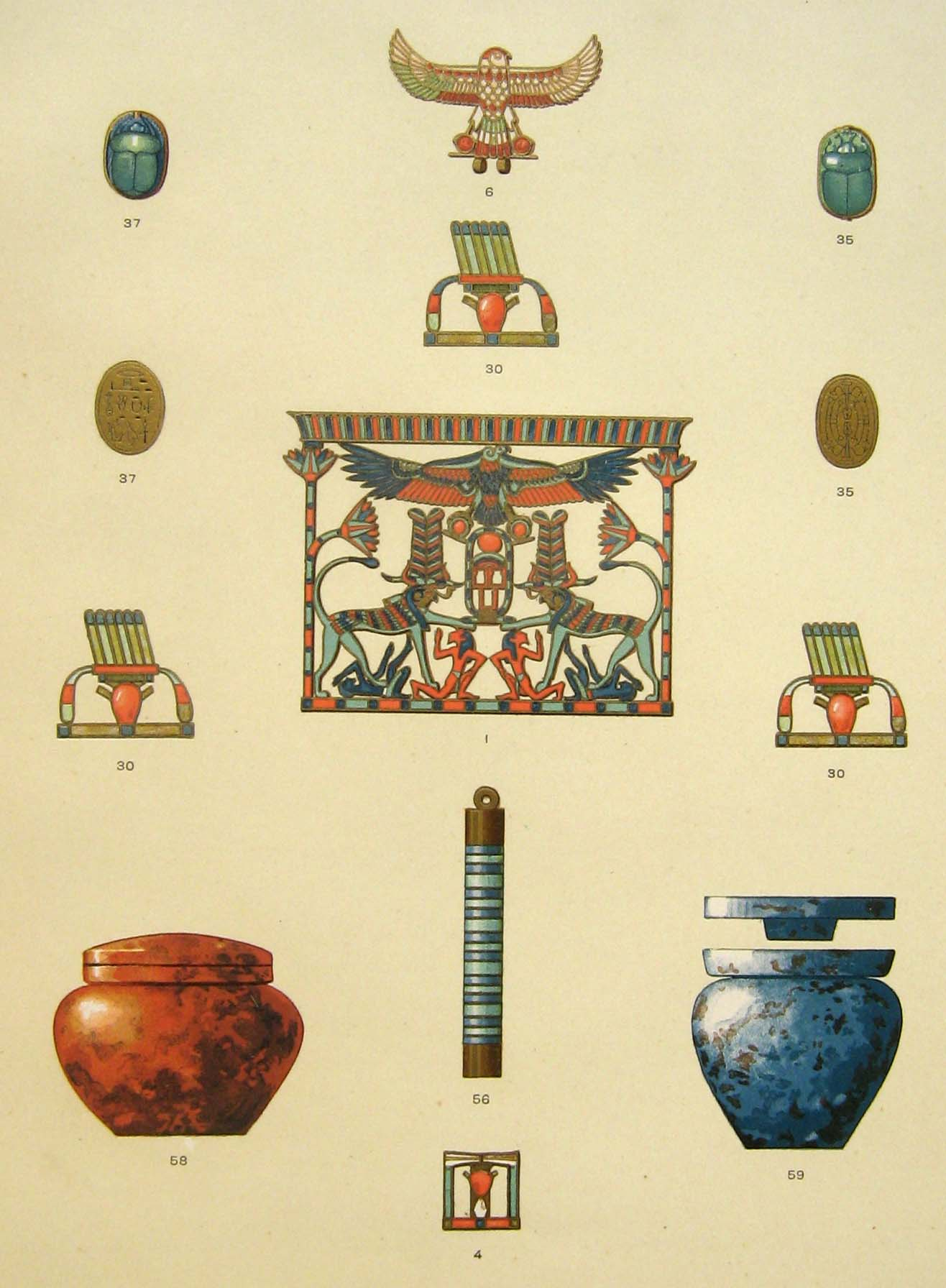
Ékszerek a „második kincsből”, melyet Jacques de Morgan publikált

III. Szenuszert dahsúri piramisától északra négy kisebb piramis állt, amelybe a királyi család nőtagjait temették. Ezeket egy fölg alatti folyosórendszer kötötte össze, amelynek a keleti részéről leváló folyosóról nyolc sírkamra nyílt, mindben szarkofág és kanópuszláda. A szarkofágok mindegyikét már kirabolták, nem tudni, kit temettek beléjük. A síregyüttes első feltárója, Jacques de Morgan azonban a fő folyosón két ládát talált, bennük értékes, szép kidolgozású ékszerekkel, melyeket a sírrablók feltehetőleg nem vettek észre. A leleteket első és második kincsleletként említette; az első kincs Szithathor hercegnőé. A második kincsleletben 1894. március 8-án Mereret nevével ellátott szkarabeuszok kerültek elő, így ő lehetett az ékszerek tulajdonosa. Köztük két melldísz volt, melyek egyikén III. Szenuszert, a másikon III. Amenemhat neve állt, emellett számtalan gyöngy, karperec, színes kövekkel berakott aranykagyló, arany kagylódíszes öv, arany leopárdfejekkel díszített öv, függők, aranyhenger, tükör és kővázák.
Egyes szkarabeuszokon „a király felesége” cím szerepel, de név nélkül, így jelentheti akár azt is, hogy Mereret királyné volt. Az azonban nem bizonyított, hogy a kincsek valóban Mereret ékszerei voltak, vagy Szenetszenebtiszi hercegnő anyjáé, mivel utóbbi hercegnő szarkofágjának közeléből kerültek elő.

## Fordítás
Ez a szócikk részben vagy egészben  a   Mereret című német Wikipédia-szócikk ezen változatának fordításán alapul.  Az eredeti cikk szerkesztőit annak laptörténete sorolja fel. Ez a jelzés csupán a megfogalmazás eredetét és a szerzői jogokat jelzi, nem szolgál a cikkben szereplő információk forrásmegjelöléseként.